# تششمة جوميلة (مقاطعة دورة)
تششمة جوميلة (بالفارسية: چشمه جومیله) هي قرية تقع في قسم تشكن الريفي (مقاطعة دورة) في إيران. يقدر عدد سكانها بـ 90 نسمة بحسب إحصاء 2016.